# Abner Biberman
Abner Biberman (Milwaukee, 1º aprile 1909 – San Diego, 20 giugno 1977) è stato un regista e attore statunitense.
È stato accreditato anche con il nome Joel Judge.

## Filmografia

### Regista
- Il pescatore di Haiti (The Golden Mistress) (1954)
- Gli sciacalli (The Looters) (1955)
- Ladri di automobili (Running Wild) (1955)
- Il prezzo della paura (The Price of Fear) (1956)
- La grande prigione (Behind the High Wall) (1956)
- Una pistola per un vile (Gun for a Coward) (1957)
- L'urlo del gabbiano (The Night Runner) (1957)
- Maverick – serie TV, 2 episodi (1957)
- Colt .45 – serie TV, 2 episodi (1958)
- Lo strano caso di David Gordon (Flood Tide) (1958)
- Cimarron City – serie TV, un episodio (1958)
- Mackenzie's Raiders – serie TV, 2 episodi (1958-1959)
- Buckskin – serie TV, un episodio (1959)
- Carovane verso il west (Wagon Train) – serie TV, 2 episodi (1958-1959)
- Tightrope – serie TV, 6 episodi (1959)
- Il magnifico King (National Velvet) – serie TV (1960)
- I racconti del West (Zane Grey Theater) – serie TV, un episodio (1960)
- The Islanders – serie TV, un episodio (1961)
- Outlaws – serie TV, un episodio (1961)
- Gli intoccabili (The Untouchables) – serie TV, 2 episodi (1962)
- Ben Casey – serie TV, 6 episodi (1961-1962)
- The Lloyd Bridges Show – serie TV, un episodio (1963)
- Sam Benedict – serie TV, 6 episodi (1962-1963)
- Empire – serie TV, 3 episodi (1962-1963)
- La legge del Far West (Temple Houston) – serie TV, un episodio (1963)
- The Travels of Jaimie McPheeters – serie TV, un episodio (1963)
- The Outer Limits – serie TV, un episodio (1963)
- Indirizzo permanente (77 Sunset Strip) – serie TV, 3 episodi (1963-1964)
- Ai confini della realtà (The Twilight Zone) – serie TV, 4 episodi (1962-1964)
- Twelve O'Clock High – serie TV, un episodio (1965)
- L'isola di Gilligan (Gilligan's Island) – serie TV, un episodio (1965)
- Il fuggiasco (The Fugitive) – serie TV, 4 episodi (1964-1965)
- Mr. Novak – serie TV, 10 episodi (1963-1965)
- Gunsmoke – serie TV, un episodio (1965)
- Viaggio in fondo al mare (Voyage to the Bottom of the Sea) – serie TV, un episodio (1966)
- Seaway: acque difficili (Seaway) – serie TV, un episodio (1966)
- Le cause dell'avvocato O' Brien (The Trials of O'Brien) – serie TV, 4 episodi (1965-1966)
- I giorni di Bryan (Run for Your Life) – serie TV, un episodio (1966)
- Laredo – serie TV, 2 episodi (1966)
- L'emblema di Viktor (Too Many Thieves) (1967)
- Hawaii squadra cinque zero (Hawaii Five-O) – serie TV, 5 episodi (1969-1970)
- Ironside – serie TV, 8 episodi (1968-1970)
- I nuovi medici (The Bold Ones: The New Doctors) – serie TV, un episodio (1970)
- Matt Lincoln – serie TV, un episodio (1970)
- Il virginiano (The Virginian) – serie TV, 25 episodi (1966-1971)

### Attore

#### Cinema
- Gunga Din, regia di George Stevens (1939)
- Balalaika, regia di Reinhold Schünzel (1939)
- La signora del venerdì (His Girl Friday) (1940)
- The Marines Fly High (1940)
- Zanzibar (1940)
- Enemy Agent, regia di Lew Landers (1940)
- Ski Patrol (1940)
- A sud di Pago Pago (South of Pago Pago) (1940)
- Guanti d'oro (Golden Gloves), regia di Edward Dmytryk (1940)
- South to Karanga (1940)
- Girl from Havana (1940)
- The Monster and the Girl (1941)
- La femmina di Singapore (Singapore Woman) (1941)
- The Gay Vagabond (1941)
- L'ultimo duello (This Woman Is Mine) (1941)
- A sud di Tahiti (South of Tahiti) (1941)
- The Devil Pays Off (1941)
- Ombre di Broadway (Broadway) (1942)
- Whispering Ghosts (1942)
- Al di là dell'orizzonte (Beyond the Blue Horizon) (1942)
- Little Tokyo, U.S.A. (1942)
- King of the Mounties (1942)
- Avventura al Marocco (Road to Morocco) (1942)
- L'uomo leopardo (The Leopard Man) (1943)
- 19º stormo bombardieri (Bombardier) (1943)
- Submarine Alert (1943)
- Tragico oriente (Behind the Rising Sun) (1943)
- Il ponte di San Luis Rey (The Bridge of San Luis Rey) (1944)
- Two-Man Submarine (1944)
- La stirpe del drago (Dragon Seed) (1944)
- Le chiavi del paradiso (The Keys of the Kingdom) (1944)
- G 2 servizio segreto (Betrayal from the East) (1945)
- Salomè (Salome Where She Danced) (1945)
- Gli eroi del Pacifico (Back to Bataan) (1945)
- Capitan Kidd (Captain Kidd) (1945)
- Strange Conquest (1946)
- Winchester '73 (1950)
- Roaring City (1951)
- Viva Zapata! (1952)
- Un pizzico di follia (Knock on Wood) (1954)
- La pista degli elefanti (Elephant Walk) (1954)
- Il pescatore di Haiti (The Golden Mistress) (1954)
- Il prezzo della paura (The Price of Fear) (1956)

#### Televisione
- Sam Benedict – serie TV, un episodio (1963)
- Hec Ramsey – serie TV, un episodio (1972)
- Ironside – serie TV, 2 episodi (1970-1973)
- Kodiak – serie TV, un episodio (1974)